# Governo de John Edward Brownlee

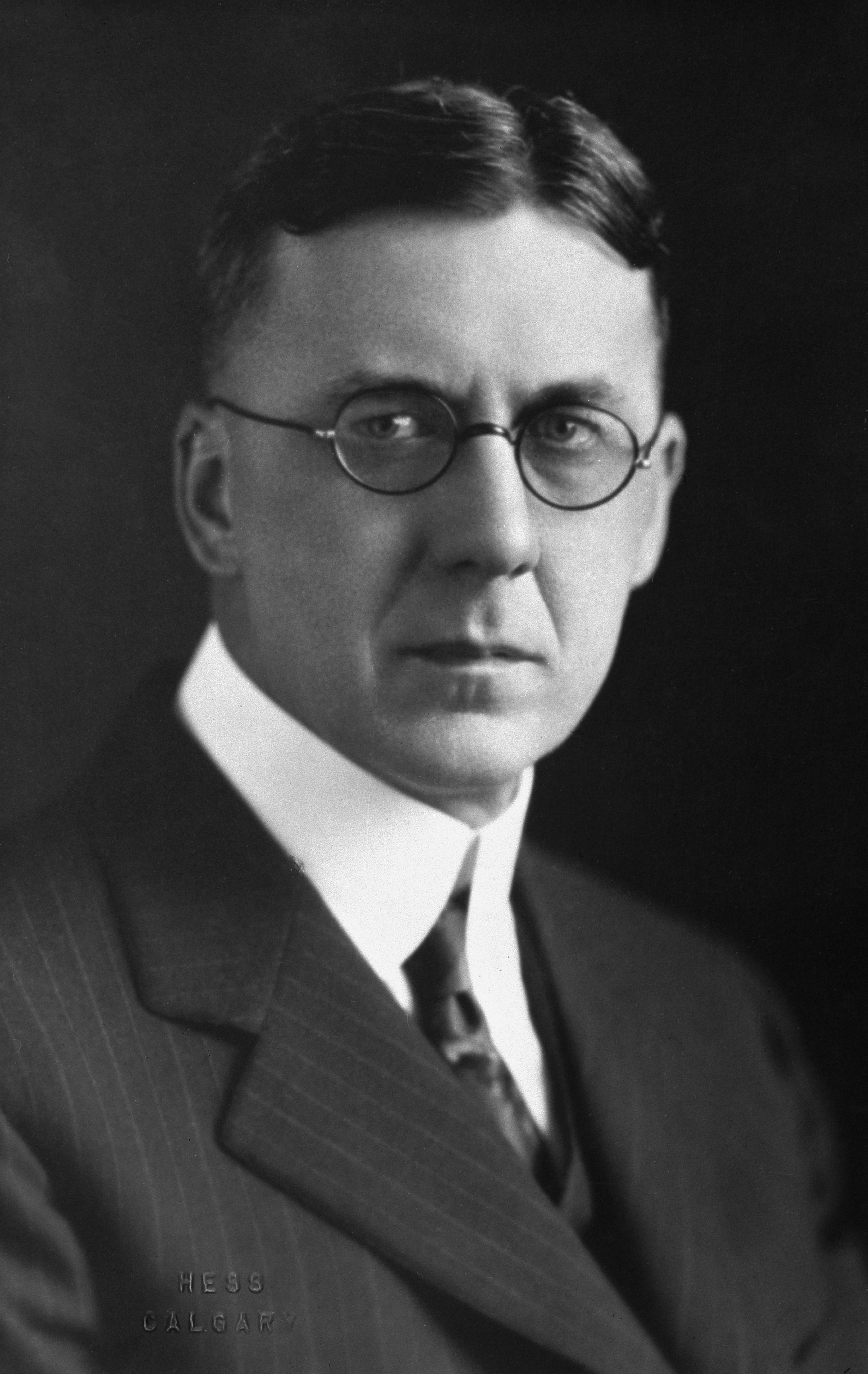
John Edward Brownlee

John Edward Brownlee foi Primeiro-ministro de Alberta, Canadá, de 1925 a 1934, como líder da convenção política dos Fazendeiros Unidos de Alberta (UFA) na Assembleia Legislativa de Alberta. Após uma série de sucessos iniciais, sua popularidade e seu governo sofreram com as agruras da Grande Depressão. Em 1934, ele se envolveu em um escândalo sexual quando um amigo da família o processou por sedução. Embora Brownlee tenha negado os eventos que foram alegados, quando o júri decidiu a seu favor, ele anunciou sua renúncia ao cargo de primeiro-ministro.
Brownlee tornou-se premiê em 23 de novembro de 1925, quando, a pedido do caucus da UFA, assumiu o lugar do indeciso Herbert Greenfield, em cujo gabinete atuou como procurador-geral. Depois de vencer a eleição de 1926 para a UFA, Brownlee alcançou vários sucessos. Em 1929, ele assinou um acordo com o governo federal que transferia o controle dos recursos naturais de Alberta para o governo provincial, que havia sido uma prioridade de seus três antecessores imediatos como primeiro-ministro. Em 1928, ele alienou o governo das ferrovias deficitárias que havia adquirido depois que os sindicatos que os fundaram fecharam as portas, vendendo-as à Canadian Pacific e Canadian National. Isso fazia parte de seu programa para equilibrar o orçamento provincial, no qual teve sucesso no início de 1925. Seu governo também introduziu um polêmico programa de esterilização sexual para evitar que os deficientes mentais procriassem.
A sorte de seu governo entrou em declínio após as eleições de 1930. Os preços agrícolas despencaram, jogando muitos agricultores de Alberta na pobreza abjeta. O desemprego urbano disparou e o governo não teve escolha a não ser retornar aos gastos deficitários. Brownlee tentou negociar acordos entre fazendeiros e bancos, mas não encontrou nenhum dos lados ansioso para chegar a um acordo. O radicalismo político aumentou, à medida que o comunismo, a nova Federação Cooperativa da Comunidade Britânica e o movimento de crédito social de William Aberhart ganharam novos adeptos. A própria UFA elegeu como seu presidente o socialista radical Robert Gardiner. Em 1933, o primeiro-ministro R. B. Bennett nomeou Brownlee para a Comissão Real de Bancos e Moedas como representante dos interesses ocidentais e pontos de vista não ortodoxos. Nessa função, Brownlee viajou pelo país questionando testemunhas, especialmente banqueiros e fazendeiros. Embora tenha concordado com a recomendação final da comissão para a criação de um banco central, ele também fez uma série de recomendações, incluindo que o banco central fosse controlado inteiramente pelo governo.
Em 1934, Brownlee foi processado pela sedução de Vivian MacMillan, amiga da família e secretária do gabinete do procurador-geral de seu governo. MacMillan afirmou que ela e Brownlee tiveram um caso por três anos. Embora Brownlee tenha negado a história de MacMillan completamente, e embora seu advogado tenha exposto inconsistências no interrogatório, o júri ficou do lado de MacMillan. Em deferência à indignação pública com as acusações, John Brownlee renunciou ao cargo de primeiro-ministro em 10 de julho de 1934 e foi sucedido por Richard Gavin Reid.

## Caminho para a prosperidade (1925–29)

### Eleição de 1926
Brownlee tornou-se Premier em 23 de novembro de 1925, quando o Tenente-governador de Alberta William Egbert, a pedido de grande parte do caucus da UFA, pediu-lhe que formasse um governo.  Anteriormente, Brownlee havia sido procurador-geral do governo de Herbert Greenfield  (que era um primeiro-ministro fraco e indeciso, razão pela qual os membros da Assembleia Legislativa (MLAs) da UFA começaram a olhar cada vez mais para a liderança de Brownlee). Embora tenha resistido a chamadas iniciais para assumir o cargo de premier por lealdade a Greenfield, ele acabou sendo persuadido pelo conselho do presidente da UFA, Henry Wise Wood, e pelas garantias de Greenfield de que ele ficaria a favor de Brownlee.
Quando Brownlee se tornou premiê, já haviam se passado mais de quatro anos desde a última eleição. A lei exigia uma eleição pelo menos a cada cinco anos, e Brownlee convocou uma para 28 de junho de 1926. Os liberais eram a oposição oficial e o principal oponente da UFA na eleição. Em 1924, com Greenfield ainda premiê, o líder liberal John R. Boyle previu uma vitória liberal. Boyle havia sido nomeado para o tribunal, e o partido agora era liderado por Joseph Tweed Shaw. Shaw serviu como Membro Trabalhista do Parlamento por Calgary West de 1921 a 1925.  Nessa qualidade, ele havia sido endossado por e tinha relações calorosas com a UFA. Agora, concorrendo contra o governo da UFA, esse relacionamento anterior e seus sentimentos registrados sobre ele eram desvantagens.

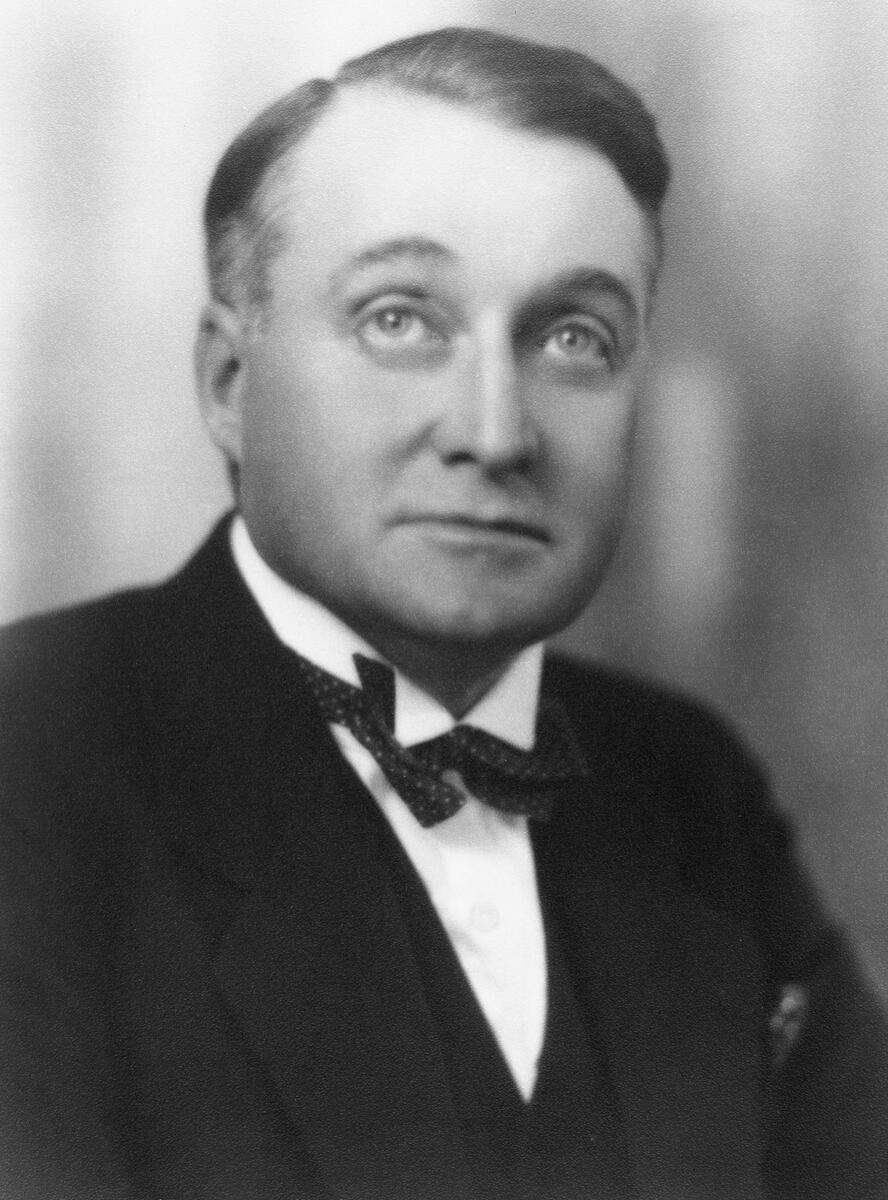
Os conservadores foram liderados por A. A. McGillivray, amigo de Brownlee, na eleição de 1926

Os conservadores eram liderados por A. A. McGillivray, um notável advogado de tribunal e amigo de Brownlee que este último, como procurador-geral, contratou para processar Emilio Picariello. McGillivray havia lançado toda a plataforma de seu partido logo depois de se tornar líder em 1925 e, portanto, tinha poucas novidades a dizer durante a campanha. Enquanto Brownlee admirava seu intelecto, ele considerava que estava fora de contato com as opiniões dos eleitores, comparando-o ao líder conservador federal Arthur Meighen.
Durante a campanha, Brownlee viajou pela província falando em reuniões públicas. Ele enfatizou seu histórico e os UFAs, apontando para a melhoria da posição financeira da província e seu envolvimento no estabelecimento do Alberta Wheat Pool. Tratou o período desde a última eleição como "cinco anos de progresso". Em consonância com a visão da UFA de bom governo como sendo a administração apartidária dos negócios em vez de qualquer choque de ideologias, ele concluiu seus discursos perguntando "Vamos retornar nesta província ao governo com base no sistema bipartidário, ou vamos continuar a trabalhar de uma maneira melhor? "
A UFA disputou 46 das 60 cadeiras de Alberta, incluindo a candidatura do advogado John Lymburn em Edmonton (a primeira vez que a UFA rural apresentou um candidato em qualquer uma das duas principais cidades da província). Destes 46 candidatos, 43 - incluindo Lymburn e Brownlee, que foi aclamado em sua cavalgada de Ponoka - foram eleitos. Isso foi um aumento em relação aos 38 que foram eleitos em 1921. Sete liberais e quatro conservadores foram eleitos. Os seis assentos restantes foram para os candidatos trabalhistas que geralmente eram amigos da UFA, embora o MLA Trabalhista Alex Ross, que serviu no gabinete de Brownlee, tenha sido derrotado em Calgary.